# Kid A
Kid A, al patrulea album al trupei britanice Radiohead, a fost lansat pe 2 octombrie 2000 în Marea Britanie și pe 3 octombrie în Statele Unite și Canada. A debutat pe locul întâi în topul american Billboard 200 și s-a vândut într-un milion de exemplare în America în mai puțin de o lună, aducând formației un disc de platină, deși membrii ei au refuzat să lanseze single-uri sau videoclipuri. S-a speculat că o campanie de marketing unică (sau poate chiar „scurgerea” întregului album pe Internet) a fost responsabilă, însă succesul a fost în mare măsură determinat de așteptările fanilor popularului OK Computer (1997).
Conținutul musical al lui Kid A, rezultatul unui proces de înregistrări experimental, s-a dovedit cel mai surprinzător aspect al albumului. Radiohead a lăsat în urmă stilul apropiat de rockul clasic al albumul precedent, OK Computer, făcând o schimbare la fel de drastică precum abandonarea stilului lor timpuriu după succesul piesei Creep; de data aceasta, ei au creat medii sonore electronice cu versuri abstracte, inspirându-se din krautrock, jazzul de avangardă și muzica clasică a secolului XX și abandonând formula lor clasică de trei chitare în favoarea unor instrumente uneori obscure, în special Ondes Martenot.
Kid A a fost văzut de critici ca una din cele mai sfidătoare lucrări ale muzicii contemporane de un asemenea succes comercial. Însă în anul 2000, albumul a generat controverse, mulți (inclusiv fani anteriori ai trupei), rămânând uimiți. Kid A a fost onorat cu nominalizări la Premiile Grammy și apariții în topurile revistelor de specialitate, a fost lăudat în cercurile muzicii experimentale și a adus diverse forme de muzică underground în atenția unei generații de ascultători.

## Lista pieselor
- Toate piesele scrise de Radiohead.

1. „Everything in Its Right Place” – 4:11
2. „Kid A” – 4:44
3. „The National Anthem” – 5:50
4. „How to Disappear Completely” – 5:55
5. „Treefingers” – 3:42
6. „Optimistic” – 5:16
7. „In Limbo” – 3:31
8. „Idioteque” – 5:09
9. „Morning Bell” – 4:29
10. „Motion Picture Soundtrack” – 7:01